# Orden de la Corona de Roble

La Orden de la Corona de Roble (en francés: "Ordre de la Couronne de Chêne"; en luxemburgués: "Uerde vun Kroun vun Faass") es una orden honorífica luxemburguesa fundada en 1841 por el rey Guillermo II de los Países Bajos.

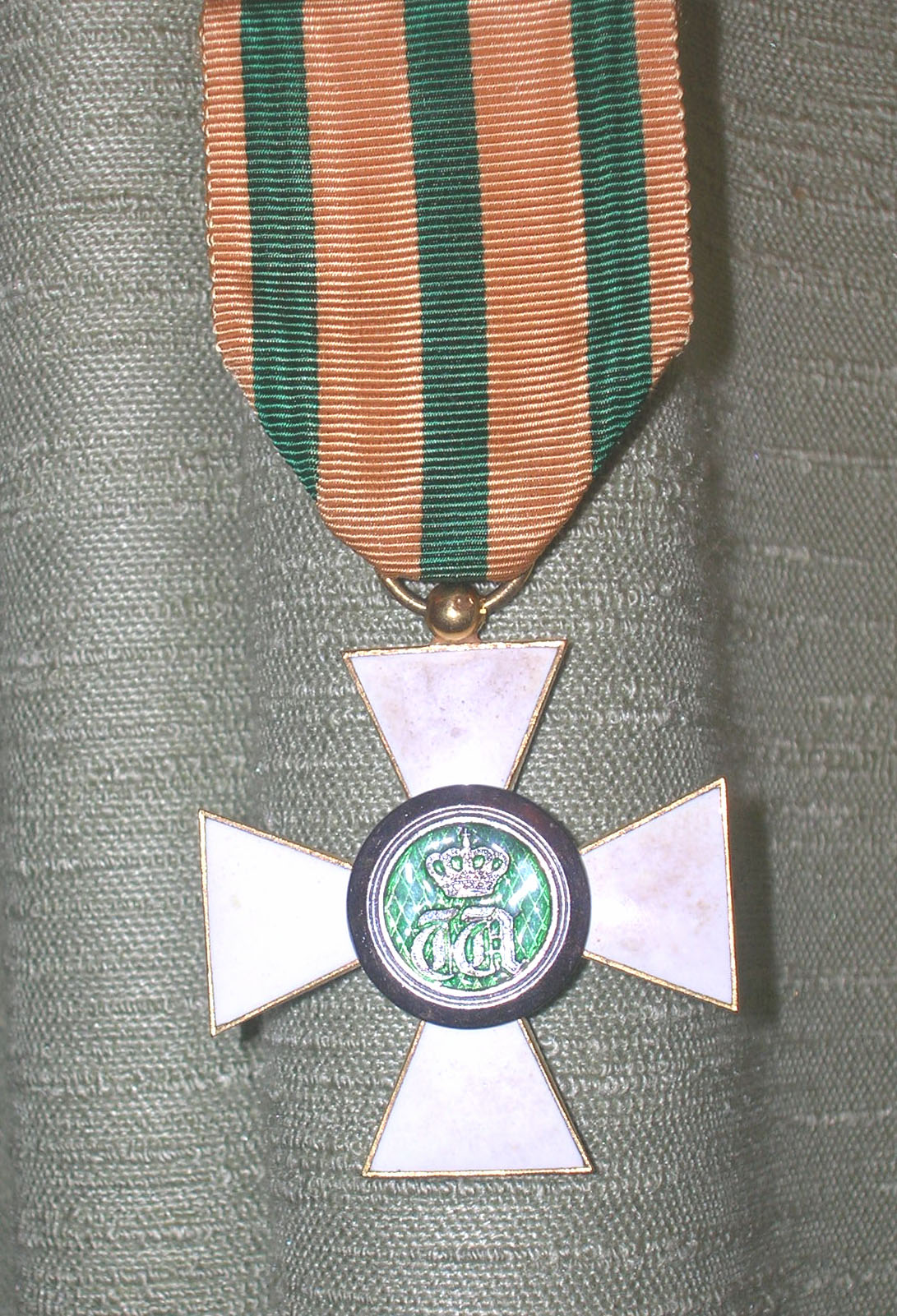
Cruz de Caballero de la Orden de la Corona de Roble

## Historia
En 1841 Guillermo II de Holanda creó, como gran duque de Luxemburgo, la Orden de la Corona de Roble. 
En aquella época Luxemburgo y los Países Bajos se encontraban en unión personal en manos del mismo rey, Guillermo II, el cual  mantuvo esta orden exclusivamente luxemburguesa, pero su sucesor Guillermo III la vinculó como condecoración personal a la familia de Orange-Nassau.
El límite originario de los condecorados, establecido por Guillermo II, era de 30 miembros; pero su sucesor otorgó esta condecoración a 300 personas, incorporando una cláusula por la que rey podía concederla discrecionalmente, sin previa consulta al gobierno.
La Orden dejó de ser otorgada en 1890 cuando la reina Guillermina sucedió a su padre en el trono de Holanda, al ser su hija única al momento de la sucesión, por lo que, en aplicación de la Ley Sálica hubo de renunciar al gran ducado luxemburgués. El trono de Luxemburgo pasó por tanto a ser ocupado por el duque Adolfo de Nassau.
La Orden de la Corona de Roble subsiste como una condecoración luxemburguesa y en los Países Bajos se instituyó la Orden de Orange-Nassau  para compensar las mismas distinciones honoríficas.
Tras la coronación del Gran Duque Adolfo, la Orden fue en primer lugar conferida a los luxemburgueses, y posteriormente también a los extranjeros, sobre todo a miembros de familias reales de otros Estados.

## Grados
Al ser fundada en 1841, el orden de la Corona de Roble no gozaba de un verdadero estatuto, que no fue promulgado hasta 1848. Su estructura imitaba el de la Orden de San Jorge de Rusia, probablemente por el hecho de que Guillermo II, casado con la hija del zar de Rusia, había recibido esta prestigiosísima condecoración europea después de haber participado en la  batalla de Waterloo.
Actualmente consta de 5 grados y tres medallas: 
| Cintas    |                |                  |                   |
| Gran Cruz | Gran Oficial   | Comendador       | Oficial           |
| Caballero | Medalla de oro | Medalla de plata | Medalla de bronce |

## Insignias
- La enseña de la orden consiste en una cruz patada esmaltada de blanco alrededor de una corona de roble de oro. En el centro se encuentra un medallón esmaltado de verde y borde de oro con el monogramma "W" (por Guillermo, el fundador).

- La estrella de la orden consiste en una estrella de ocho puntas de plata, o en una cruz de malta de plata (sólo para el Gran Oficial). En el centro se encuentra un medallón esmaltado de verde y borde de oro  con el monogramma "W" (por Guillermo, el fundador) rodeado por un círculo esmaltado de rojo con el lema Je Maintiendrai ("Yo mantendré"), hoy lema de los Países Bajos.

- La medalla (oro, plata o bronce),  del orden consiste en un octógono con los motivos de la orden por delante, mientras que al reverso se encuentra grabada una corona de hojas de roble.

- La cinta de la orden es amarilla con tres bandas verde oscuro.

## Textos legislativos
- Memorial A n° 1 de 03.01.1842, Real Orden de 29 de diciembre de 1841 /en francés.
- Memorial A n° 37 de 16.07.1845, Real Orden de 8 de julio de 1845, N° 1395, creando las insignias de la orden /en francés.
- Memorial A n° 1 de 06.01.1855, Real Orden de 2 de septiembre de 1854 sobre los gastos de la orden /en francés.
- Memorial A n° 6 de 23.02.1858, Real Orden de 5 de febrero de 1858 modificando la de 29 de diciembre de 1841 (Creación del grado de Oficial) /en francés.
- Memorial A n° 28 de 05.11.1872, Real Orden de 28 de octubre  de 1872 sobre las insignias de la orden /en francés.
- Memorial A n° 56 de 24.08.1876, Circular de 21 de agosto de 1876 /en francés.